# Push-to-Talk over Cellular
Push-to-Talk over Cellular (PoC) – standard umożliwiający szybką komunikację w grupach w sieciach komórkowych. Od strony funkcjonalnej zasada działania jest podobna do radiotelefonu (pot. krótkofalówki).
Usługa PoC umożliwia użytkownikom sieci komórkowych wysłanie wiadomości głosowej do jednego lub więcej użytkowników sieci komórkowej za pomocą jednego przycisku.
Wiadomość jest przesyłana za pomocą pakietowej transmisji danych (GPRS), co powoduje opóźnienie rzędu 1–2 sekund. Jakość dźwięku nie jest co prawda porównywalna z jakością „normalnego” połączenia GSM, lecz jednak wystarczająca.
Technicznie komunikacja działa podobnie jak w przypadku połączeń typu VoIP. Członkowie grupy odbierają najpierw sygnalizację poprzez protokół SIP, po czym głos jest przekazywany w formie tak zwanych „Talk Bursts” przez protokół RTP.
Standardy odnośnie do PPT ustanawia organizacja OMA (Open Mobile Alliance). W kwietniu 2005 pojawiła się wersja 1.0 specyfikacji.
W Stanach Zjednoczonych usługa PoC jest bardzo popularna. Wykorzystywany jest tam standard iDEN.